# ガラスのうさぎ

ガラスのうさぎ像（東海道線二宮駅南口）

『ガラスのうさぎ』は、児童文学作家・高木敏子によるノンフィクション文学である。作者自身の経験を元に執筆され、戦争で家族を失った少女を描いている。

## 概略
太平洋戦争末期、東京を標的としたアメリカ軍による大規模な無差別爆撃が繰り返し行われたが、本作品では1945年（昭和20年）3月10日（3月9日深夜過ぎての3月10日未明）の東京大空襲ミーティングハウス2号作戦が扱われている。
主人公である敏子の母と妹二人を奪った空襲の焼跡には、ガラス工場を営んでいた敏子の父が作ってくれたガラス細工のウサギが歪んだ形でありながら残っていた。そして、その父も疎開途中の神奈川県二宮町でアメリカ陸軍航空軍のP51ムスタングの機銃掃射に遭い、敏子の目の前で命を落としてしまった。
1977年（昭和52年）、敏子の両親と妹たちの33回忌に寄せて自費出版した「私の戦争体験」が編集者の目にとまり、子供向けに加筆して『ガラスのうさぎ』のタイトルで金の星社から出版された。
1978年、第20回厚生省児童福祉文化奨励賞を受賞。1979年、日本ジャーナリスト会議奨励賞を受賞。1978年度の第24回青少年読書感想文全国コンクール課題図書に選ばれた。
2000年（平成12年）には、若い読者向けに注釈を加えた新版を刊行。
2005年（平成17年）、敏子はこの作品および後の平和活動を評価されエイボン女性大賞を受賞した。2018年時点で発行部数は約240万部である。
第16章で「太陽の文面」と題して、日本国憲法第9条（不戦条項）を採り上げている。

## 図書
- 『ガラスのうさぎ』 武部本一郎:画、金の星社、1977年12月
- 『ガラスのうさぎ』 武部本一郎:画、金の星社・フォア文庫、1980年10月
- 『新版 ガラスのうさぎ』 武部本一郎:画、金の星社、2000年2月 ISBN 4-323-07012-8
- 『新版 ガラスのうさぎ』 武部本一郎:画、金の星社・フォア文庫、2005年6月 ISBN 978-4323090429

## 関連作品
本作品は三度にわたって映像化された。

### 実写映画
タイトル『東京大空襲 ガラスのうさぎ』で映画化。1979年（昭和54年）7月14日公開、上映時間105分、カラー作品。
主人公の苗字は「川井」と架空のものになっている。
主なキャスト
敏子 -蝦名由紀子
父 - 長門裕之
母 - 長山藍子
長兄 - 大和田獏
次兄 - 佐久田修
妹（次女） - 岩井小百合
敏子の級友 - 高部知子
井上しげ - 日色ともゑ
篠田 - 夏桂子
田辺ふみえ - 木村理恵
井上のおばちゃん - 荒木道子
田辺しずえ - 今井和子
女学校教師 - 岩本多代
郡山のおばちゃん - 三崎千恵子
役場の吏員 - 花沢徳衛
大野 - 福田豊土
陰坊 - 藤原釜足
住職 - 前田武彦
大崎のおばさん - 正司歌江
中島医師 - ハナ肇
スタッフ
監督：橘祐典
製作：武田敦、野原嘉一郎
プロデューサー：亀田誠司郎、佐藤正大
企画：荒木敬二郎
原作：高木敏子
脚本：立原りゅう
撮影：山本駿
美術：平川透徹、内田欣哉
編集：香園稔
音楽：小六禮次郎
効果：福島音響
主題歌：海援隊「肩より低く頭をたれて」
製作：大映映像、共同映画全国系列会議
配給：共同映画全国系列会議

### テレビドラマ
NHK総合テレビジョン『銀河テレビ小説』にてドラマ化。1980年（昭和55年）8月18日 - 9月5日放送、全15回。
遺族（原作者）の許可のもと、父の頭骨とそれを貫いた12.7ミリ弾を使うブローニングM2重機関銃弾の写真も放映された。なおP51に装備されていた機銃である。
主なキャスト
敏子 - 高部知子
母 - 小林千登勢
父 - 新田昌玄
叔父 - 小坂一也
- 大橋芳枝
- 日色ともゑ
主なスタッフ
脚本：楠田芳子
音楽：近藤譲
演出：都成潔

### アニメ映画
終戦60周年を記念してアニメ映画化。2005年（平成17年）5月14日公開、上映時間84分。
主人公の苗字が江井（原作者の旧姓）、家族の名前は原作者の家族の実名であるなど原作に近いものになっている。
主なキャスト（声の出演）
江井敏子 - 最上莉奈
江井ヒデ - 竹下景子
江井竹夫 - 原康義
江井恒夫 - 神谷浩史
江井行雄 - 福山潤
江井信子 - 岡珠希
江井光子 - 川田妙子
西山シゲ - 土井美加
川島晴喜 - 武内健
西山のお婆ちゃん - 谷育子
君代 - 児玉真菜
秋保の伯母さん - 磯辺万沙子
幸子 - 五味万里子
加代子 - 八十川真由野
真理 - 安谷屋なぎさ
スタッフ
監督・キャラクターデザイン・絵コンテ：四分一節子
アニメーション演出：棚橋一徳
アニメーション制作：マジックバス
プロデューサー：出﨑哲
企画：桂壮三郎
原作：高木敏子『ガラスのうさぎ』（金の星社刊）
脚本：小出一巳、末永光代
総作画監督：小林ゆかり
作画監督：松坂定俊、山本径子、松下清
美術監督：小林七郎
色彩設定：西川裕子
音響監督：清水勝則
音響効果：加藤昭二
音楽：大島ミチル
主題歌：新妻聖子「ガラスのうさぎ」(作詞：麻生香太郎　作曲：大島ミチル)
製作委員会：桂壮三郎、出崎哲、藤野戸護、吉田尚剛、向山弘
製作：映画「ガラスのうさぎ」製作委員会（ゴーゴービジュアル企画、マジックバス、アミューズメントメディア総合学院、共同映画、東京メトロポリタンテレビジョン）

### 朗読本
作家本人による朗読版も出版された。
- 朗読絵本 ガラスのうさぎ　高木敏子:作・朗読　山中冬児: 画、日本放送出版協会 ISBN 4-14-039415-3

## 関連図書
- 『ガラスのうさぎ』：未来への伝言　平和の語り部　高木敏子の軌跡　DVD付（金の星社）

## その他
- 二宮駅南口にガラスのうさぎ像がある[8]。作者は圓鍔勝三によるブロンズおよびガラス製で、1981年（昭和56年）に制作された[9]。この銅像は二宮郵便局の風景印の図案に採用されている。
- 父のガラス工芸工場は、主に時計枠・シャンデリア・香水瓶などの「平物」と呼ばれるガラスの加工を行っていた工場である。